# Escudo de Argoños
El escudo de Argoños es uno de los símbolos del municipio español de Argoños en Cantabria, junto a su bandera.
El escudo fue adoptado en sesión plenaria celebrada por el Ayuntamiento el día 28 de septiembre de 1992, proyecto que fue rechazado por la Real Academia de la Historia que propuso unas modificaciones que, a su vez, fueron rechazadas por la Corporación Municipal reiterando su propuesta anterior, según acuerdo plenario de 26 de octubre de 1994. Ante esta situación, la Consejería de Presidencia del Gobierno de Cantabria solicitó al Centro de Estudios Montañeses que elaborase una propuesta.
Así, el mencionado organismo propuso el día 30 de mayo de 1995 lo siguiente: escudo cortado, 1º de gules, rueda de molino de oro; 2º de azur, dos remos largos cruzados en aspa, de planta; timbrado con corona real. La rueda de molino hace referencia a la actividad industrial de los molinos de mareas existentes en el término municipal, y los remos rememoran a la tradición pesquera de los habitantes del municipio. Esta proposición fue informada favorablemente por la Real Academia de la Historia con fecha 31 de mayo de 1996.
|                                       |
| Molino de mareas de Jado, en Argoños. |

Pese a lo anterior, el escudo propuesto y definitivamente adoptado por el Ayuntamiento queda organizado de la siguiente manera: cuartelado, 1º de gules, una torre de oro, almenada, mazonada de sable y clarada de lo mismo; 2º de planta, una barca de pesca, vacía, con una red colgada de su borda por estribor, todo al natural, y flotante seis en ondas de azur y plata; 3º de planta, un molino de marea, de su color, de los tres arcos, orpasados, la torre aclarada, con tres ventanas de sable y todo cubierto de gules, plantado sobre seis ondas de azur y plata; 4º de gules, una encina, fustada, la copa de sinople. El escudo se timbra con la corona real española.